# Pietrzyków (powiat wrzesiński)
Pietrzyków – wieś w Polsce położona w województwie wielkopolskim, w powiecie wrzesińskim, w gminie Pyzdry. W Pietrzykowie mieści się Niepubliczne Przedszkole oraz Niepubliczna Szkoła Podstawowa. Wieś liczy około 200 mieszkańców. 
Znaczna część Pietrzykowa położona jest na wzgórzach moreny czołowej tworząc łukowate wały morenowe. Niżej w pradolinie rzeki Warty rozpoczyna się Nadwarciański Park Krajobrazowy z bogatą roślinnością, torfowiskami i rzadkim gatunkami ptactwa. 
W latach 1975–1998 miejscowość należała administracyjnie do województwa konińskiego.